# Enzo Campagnoli
Enzo Campagnoli, all'anagrafe Vincenzo Campagnoli (Napoli, 26 gennaio 1967), è un direttore d'orchestra e musicista italiano.

## Biografia
Enzo Campagnoli nasce a Napoli nel 1967 da una famiglia di musicisti: la madre è cantante, mentre padre, fratelli, zio e cugino suonano e lo portano, sin da bambino, in giro con loro ad esibirsi in diversi matrimoni e feste di piazza. Cresce ad Afragola, dove tutt'oggi ha lo studio. È sposato e ha due figli.

## Carriera
Diplomatosi al Conservatorio di San Pietro a Majella in oboe sotto l'egida del Maestro Gerardo Amodio, percussioni e compimento di pianoforte, comincia la sua carriera come oboista di fila nell'Orchestra Scarlatti, con la quale partecipa ai concerti settimanali presso l'Auditorium RAI di Napoli. Dopo aver vinto il concorso apposito, comincia a lavorare per l'Orchestra del Teatro San Carlo sempre come oboista. Successivamente, collabora con Marisa Laurito (nella produzione del suo spettacolo teatrale Novecento Napoletano), con José Carreras (come membro dell'Orchestra da camera di Bologna) e con l'Orchestra de "I fiati di Parma" di Claudio Paradiso. Lavora anche per la Compagnia della Rancia, per la quale si occupa dell'orchestrazione, insieme a Pino Perris, della versione italiana di musical come Hello, Dolly! (con Loretta Goggi e Paolo Ferrari) e A qualcuno piace caldo (con Alessandro Gassmann e Gianmarco Tognazzi).
Nella seconda metà degli anni '90 comincia la sua collaborazione con Mario Merola, che segue in tour fino alla morte del Re della Sceneggiata. Nel 2001, insieme al fratello Gaetano, Gennaro Quirito e Mario Guida, scrive la canzone Ll'urdemo emigrante, con la quale Mario e Francesco Merola partecipano al Festival di Napoli di quell'anno, vincendolo. Negli anni successivi, Campagnoli suona e collabora anche con Riccardo Cocciante, Liza Minnelli, Amii Stewart, Ron, Ivana Spagna, Deborah Iurato e Briga.
Nel 2010 è supervisore musicale per il musical Vacanze romane, diretto da Armando Trovajoli e con protagonisti Massimo Ghini e Serena Autieri. Nel 2012 scrive arrangiamenti ed orchestrazione per l'opera L'amore muove la Luna di Eugenio Bennato, rappresentata con l'Orchestra del Teatro San Carlo. Nel 2013 collabora con Roberto De Simone agli arrangiamenti per Memento/momento, spettacolo di Nino D'Angelo in omaggio a Sergio Bruni; lo stesso anno è inoltre direttore musicale per lo spettacolo teatrale La sciantosa di Vincenzo Incenzo, con Serena Autieri come protagonista. Nel 2015 cura arrangiamenti e direzione musicale della raccolta Dietro un grande amore - 50 anni di musica di Orietta Berti, scrivendone, con Paolo Limiti e Giovanna, la title track (utilizzata anche nel film The Transparent Woman di Domiziano Cristopharo).
Il 13 dicembre 2016 ritira in Campidoglio il Premio Personalità Europea come "Direttore d'Orchestra dell'anno" (precedentemente vinto, tra gli altri, anche da Ennio Morricone).
Il 4 luglio 2017, in occasione del concerto per l'Independence Day ad Orvieto, dirige l'Orchestra sinfonica di Asti, accompagnando ospiti come Serena Autieri, Sergio Sylvestre ed Andrea Bocelli e conducendo la suite di Star Wars di John Williams. Nel 2020 dirige al festival di Sanremo Elettra Lamborghini col brano "Musica e il resto scompare". Nel 2021 dirige al festival di Sanremo Orietta Berti col brano "Quando ti sei innamorato". Nel 2022 dirige al festival di sanremo Michele Bravi e Dargen D'amico. Nel 2023 dirige al festival di Sanremo Lazza col brano "Cenere". Nel 2024 dirige per il suo "diciottesimo" festival di Sanremo Dargen D'amico col brano "Onda alta". Attualmente è in giro per il mondo con Serena Autieri per il tour.

### Carriera televisiva
Molto attivo in televisione, dove debutta già con la Scarlatti, nel 1997 prende parte a Fantastico Enrico con Enrico Montesano. Inoltre, tramite la collaborazione con Peppe Vessicchio, partecipa a diversi programmi televisivi come Viva Napoli, Un disco per l'estate, Bravo, bravissimo, Non facciamoci prendere dal panico, Non perdiamoci di vista, Italia's Got Talent, Domenica In ed Io canto.
Nel 2004 dirige l'orchestra per Pensieri e parole, documentario di Rete 4 su Lucio Battisti. Successivamente, per RAI 1 compone (insieme a Pasquale Panella ed Eleonora Paterniti) la sigla di Techetechetè e dirige l'orchestra in Napoli prima e dopo, Mettiamoci all'opera, Cantare è d'amore (con Amedeo Minghi e Serena Autieri) ed Il nostro Totò, serata evento di RAI 2 dedicata all'attore napoletano a cinquant'anni dalla scomparsa.
Partecipa al Festival di Sanremo in qualità di direttore d'orchestra in sei diverse occasioni: nel 2016, accompagnando Dolcenera (Ora o mai più) e Clementino (Quando sono lontano), nel 2017, accompagnando Michele Bravi (Il diario degli errori) e nuovamente Clementino (Ragazzi fuori), nel 2020, accompagnando Elettra Lamborghini (Musica (e il resto scompare)), con la quale durante la serata finale si esibisce anche in un piccolo numero di ballo, nel 2021 accompagnando Orietta Berti (Quando ti sei innamorato), nel 2022 con Michele Bravi (Inverno dei fiori) e Dargen D'Amico (Dove si balla), nel 2023 con Lazza (Cenere), e nel 2024 nuovamente con Dargen D'Amico (Onda alta). Inoltre collabora spesso con Maurizio Caridi, Presidente dell'Orchestra Sinfonica di Sanremo e di Area Sanremo (della cui commissione farà parte per l'edizione 2018).
Per Mediaset, invece, dal 2013 al 2016 riveste i ruoli di insegnante, arrangiatore e direttore d'orchestra per Amici di Maria De Filippi ed è responsabile musicale della prima edizione di Pequeños gigantes. Negli ultimi anni è anche attivo nella conduzione di diverse Master class in giro per l'Italia.
Nel 2025 fu direttore del orchestra per l'album Locura (opera) di Lazza